# Ferdinand Krch
Ferdinand Krch (7. května 1881, Praha – 13. dubna 1973, Praha) byl český pedagogický pracovník, stoupenec reformní pedagogiky, redaktor časopisů pro děti a mládež, spisovatel.

## Život
Narodil se v Praze na Smíchově jako třetí dítě ze sedmi sourozenců, do rodiny c. k. úředníka, stavebního rady Matyáše Krcha. Vystudoval reálné gymnázium a Právnickou fakultu Univerzity Karlovy, kterou však opustil těsně před řádným ukončením. Rozhodl se, že se bude věnovat výchově dětí.
Po doplňovací maturitě na pražském učitelském ústavě sbíral několik let pedagogické zkušenosti jako pomocný a prozatímní učitel na pražských obecných školách, včetně internátní školy pro mladistvé kárance. V roce 1913 otevřel se skladatelem a pedagogem Josefem Křičkou bezplatný Dětský hudební ústav, který financoval z vlastních prostředků.
V letech 1919–1924 byl Ferdinand Krch ředitelem Domu dětství v krnském zámku, reformního výchovného ústavu pro legionářské sirotky. Spolu s pedagogy Ladislavem Švarcem a Ladislavem Havránkem zde vybudovali opravdový dům dětství s rodinnými vztahy, důraz byl kladen na výchovu v přírodě, výchovu hrou a na jednotu mravní, citové, estetické a tělesné výchovy. V Domě dětství Ferdinand Krch důsledně propracoval svou „výchovu srdce“, stejně později vedl děti v Milíčově domě.
V roce 1919 založil Ferdinand Krch časopis pro děti Zlatá brána. Později redigoval dětské časopisy Lípa a Radost (zde spolupracoval s Josefem Ladou). Krch byl autorem nebo spoluautorem mnoha dětských knih, divadelních her a zpěvníčků.
Začátkem 30. let 20. století se Ferdinand Krch připojil k Přemyslu Pittrovi a jeho spolupracovníkům, kteří se rozhodli vybudovat Milíčův dům, denní útulek pro zanedbané žižkovské děti. Těm pak věnoval bezplatně svůj volný čas jako učitel sborového zpěvu, vedoucí čtenářských kroužků a vychovatel. V roce 1944 byl Krch spoluzakladatelem ilegálního Výboru křesťanské pomoci židovským dětem. Pro tyto děti, které se vrátily z koncentračních táborů, byly v květnu 1945 v rámci „akce zámky“ zřízeny ozdravovny v zámcích v okolí Prahy. Kromě židovských dětí prošlo ozdravovnami také mnoho německých dětí z českých internačních táborů. Hledání domova a rodičů pro tyto děti se po ukončení „akce zámky“ v roce 1947 přesunulo do Milíčova domu a Ferdinand Krch se na něm podílel značnou měrou.
Po roce 1945 pracoval Ferdinand Krch spolu s učitelem Ladislavem Havránkem a malířem Antonínem Pospíšilem na nových čítankách, počtářských listech a pomůckách pro mateřské školy, prvňáčky i zvláštní školy; několik z nich vyšlo i v zahraničí (v nakladatelství Flammarion v Paříži).
Po roce 1948 zůstaly některé práce Ferdinanda Krcha pouze v rukopise, za jeho života nebyl vydán Dům dětství ani Výchova srdce (rukopisy těchto prací spolu s celou pozůstalostí Ferdinanda Krcha jsou uloženy v archivu Národního pedagogického muzea a knihovny J. A. Komenského v Praze). Za svou práci si získal mezinárodní uznání. Oceněn byl i doma, v roce 1966 obdržel k 85. narozeninám titul zasloužilého učitele.

## Dílo
Výběr z díla pro děti
- Skládanky ze čtverce papíru
- Padesát veselých výstupů a divadélek pro děti
- Veselé cviky a hříčky pro děti
- Říkadla a písně s pohybem
- Tři sta Kašpárkových legrací
- Běží liška k Táboru
- Rýmovačky naší Kačky
- Babičko, povídej